# Weiße Saar
Die Weiße Saar (französisch la Sarre blanche) ist der 26,6 km lange, linke und südliche Quellfluss der Saar in der französischen Region Grand Est, der im Département Bas-Rhin und im Département Moselle verläuft. Sie wird nach Angaben der offiziellen französischen Gewässerdatenbank SANDRE jedoch als Oberlauf des Flusses Saar behandelt und in dessen Gesamtlänge integriert.

## Geographie

### Verlauf

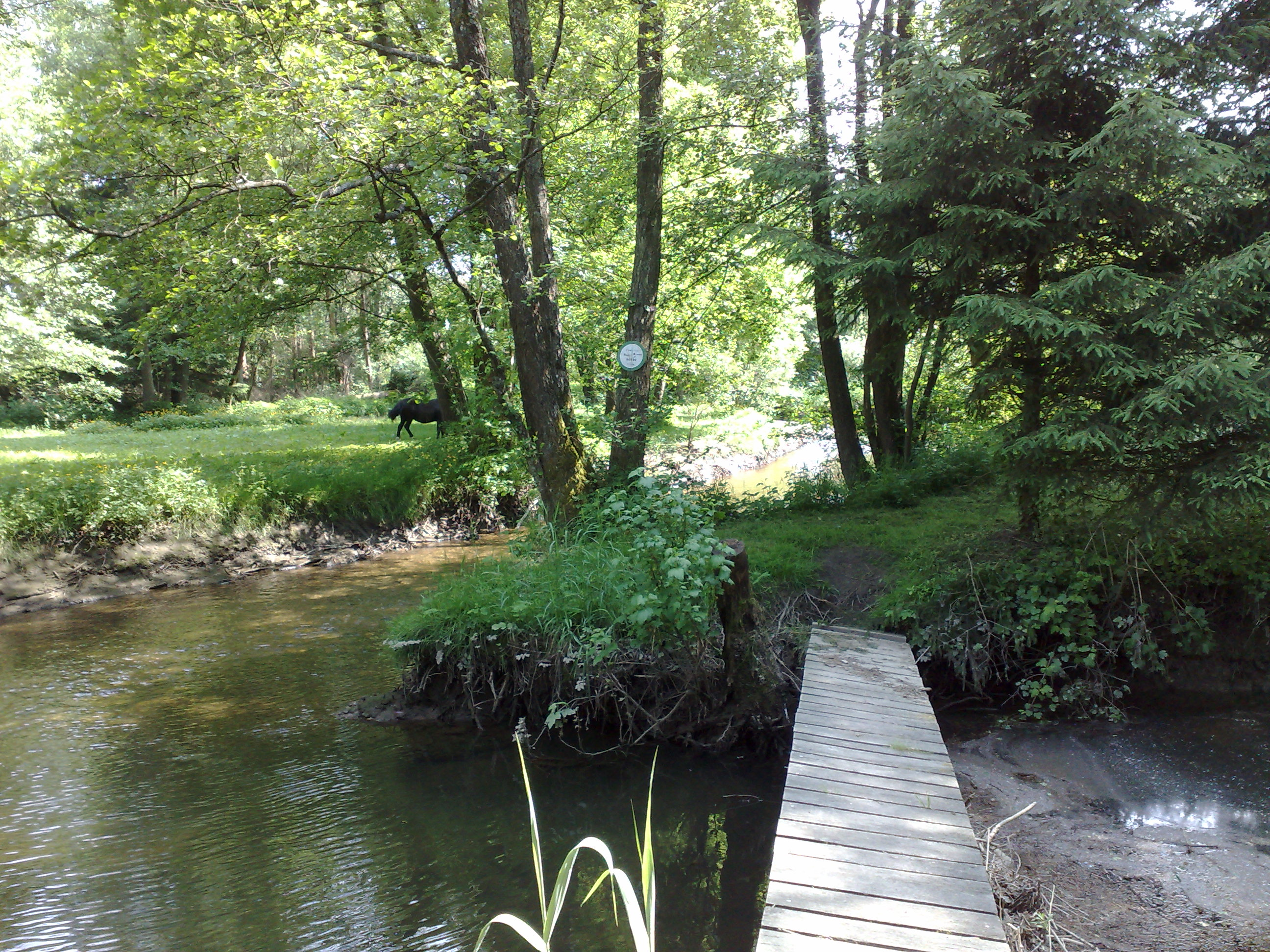
Zusammenfluss von Roter und Weißer Saar

Die Weiße Saar entspringt an der Hohen Donne (französisch Donon) auf der lothringischen Seite der Vogesen in der Gemeinde Grandfontaine. Die Quelle befindet sich nahe der Straße D993 von Cirey nach Grandfontaine auf etwa 710 m Höhe.
Sie fließt in nordwestliche Richtung ab und erreicht als ersten größeren Ort Niderhoff.
Sie vereinigt sich nach 26,6 km  Fließstrecke bei Hermelange, südlich von Sarrebourg, auf etwa 262 m Höhe mit der Roten Saar und wird ab dort nur mehr Saar genannt.
Der Lauf der Weißen Saar endet ungefähr 449 Höhenmeter unterhalb des Ursprungs ihrer Quelle, sie hat somit ein mittleres Sohlgefälle von etwa 17 ‰.

### Zuflüsse
- Ruisseau Basse d’Enfer (links), 2,3 km
- Ruisseau Basse Leonard (links), 4,2 km
- Ruisseau Basse du Houzard (links), 2,5 km
- Ruisseau Basse de Ru des Dames (links), 2,4 km
- Ruisseau du Pre Lemoine (links), 5,0 km
- Ruisseau le Ru (links), 4,3 km

## Hydrologie
Beim Zusammenfluss mit der Roten Saar beträgt die mittlere Abflussmenge (MQ) der Weißen Saar 0,88 m³/s; ihr Einzugsgebiet umfasst 80,4 km²
Für den Pegel Laneuveville-lès-Lorquin wurde über einen Zeitraum von 53 Jahren (1968–2023) die durchschnittliche jährliche Abflussmenge berechnet. Im langjährigen Mittel beträgt dort die Abflussmenge 1,23 m³/s. Auf dem weiteren Weg bis zum Zusammenfluss verliert die Weiße Saar an Wassermenge.
Die höchsten Wasserstände werden in den Wintermonaten Dezember bis März gemessen. Ihren Höchststand erreicht die Abflussmenge mit 1,78 m³/s im Februar. Von März an geht die Wasserführung kontinuierlich zurück und erreicht ihren niedrigsten Stand im August mit 0,70 m³/s und steigt danach wieder an.
| Monatlicher mittlerer Abfluss in m³/s: Weiße Saar bei Laneuveville-lès-Lorquin Die Daten wurden errechnet aus den Werten der Jahre 1968–2023 |
| --- |
| 21,61,20,80,401,21,73Jan.1,78Feb.1,62März1,31Apr.1,11Mai0,98Juni0,81Juli0,70Aug.0,70Sep.0,90Okt.1,19Nov.1,61Dez.                             |
| Durchgehende Linie: Mittlerer Jahresabfluss (MQ) 1,20 m³/s                                                                                   |
| |
| Quelle: La Sarre Blanche à Laneuveville-lès-Lorquin – hydro.eaufrance.fr                                                                     |